# Abraxas alpestris
Abraxas alpestris là một loài bướm đêm trong họ Geometridae.